# Xã Braggadocio, Quận Pemiscot, Missouri
Xã Braggadocio (tiếng Anh: Braggadocio Township) là một xã thuộc quận Pemiscot, tiểu bang Missouri, Hoa Kỳ. Năm 2010, dân số của xã này là 641 người.